# Carrao
Il Carrao è un fiume del Venezuela. Fa parte del bacino del fiume Orinoco, ed è noto poiché uno dei suoi maggiori affluenti, il fiume Churun, alimenta il Salto Angel, la cascata più alta del mondo. 
Un altro importante affluente è il fiume Ahonda. Il fiume Carrao scorre principalmente attraverso il parco nazionale di Canaima; inizia a scorrere verso nord, poi si allarga, attraversando il centro turistico di Cainama, che dà il nome all'omonimo parco. Successivamente il corso del fiume vira a nord, si restringe e continua il suo corso verso ovest, sfociando nel Río Caroní, importante affluente del fiume Orinoco.